# Ferrul

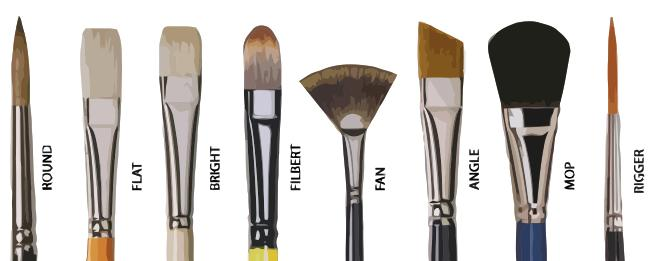
Ferruler som förbinder penselborsten med skaftet

En ferrul (en förvanskning av latinets viriola "litet armband", med inflytande av ferrum "järn") är olika typer av objekt som används för att fästa, förbinda, försegla eller förstärka. De förekommer ofta som cirkulära ringar av metall eller, mindre vanligt, plast.
De flesta ferruler består av en cirkelformad klämma som används för att hålla ihop fibrer, ståltrådar och liknande, i allmänhet genom krympning eller på annat sätt trycka ihop ferrulen permanent runt de delar som den håller.
Det engelska ordet ferrule täcker in ett vidare fält av anordningar av typen doppskor, trådändhylsor, infattningar och kragar.

## Användning
Några skäl för att använda ferruler är:
- För att täcka delar, öka skyddet mot förslitning, skador eller förpackning.
- Som anslutning för att förbinda kablar, delar i konstruktionsdelar och kontruktionssystem.
- För att binda ihop delar, inklusive buntar av ståltråd eller textilremsor på en städmopp som exempel.
- För att befordra vätskor som olja och vatten eller gaser som luft.
- För att avskärma elkablar från elektromagnetisk puls, skador på omgivningen, temperaturfaktorer med mera.

## Exempel

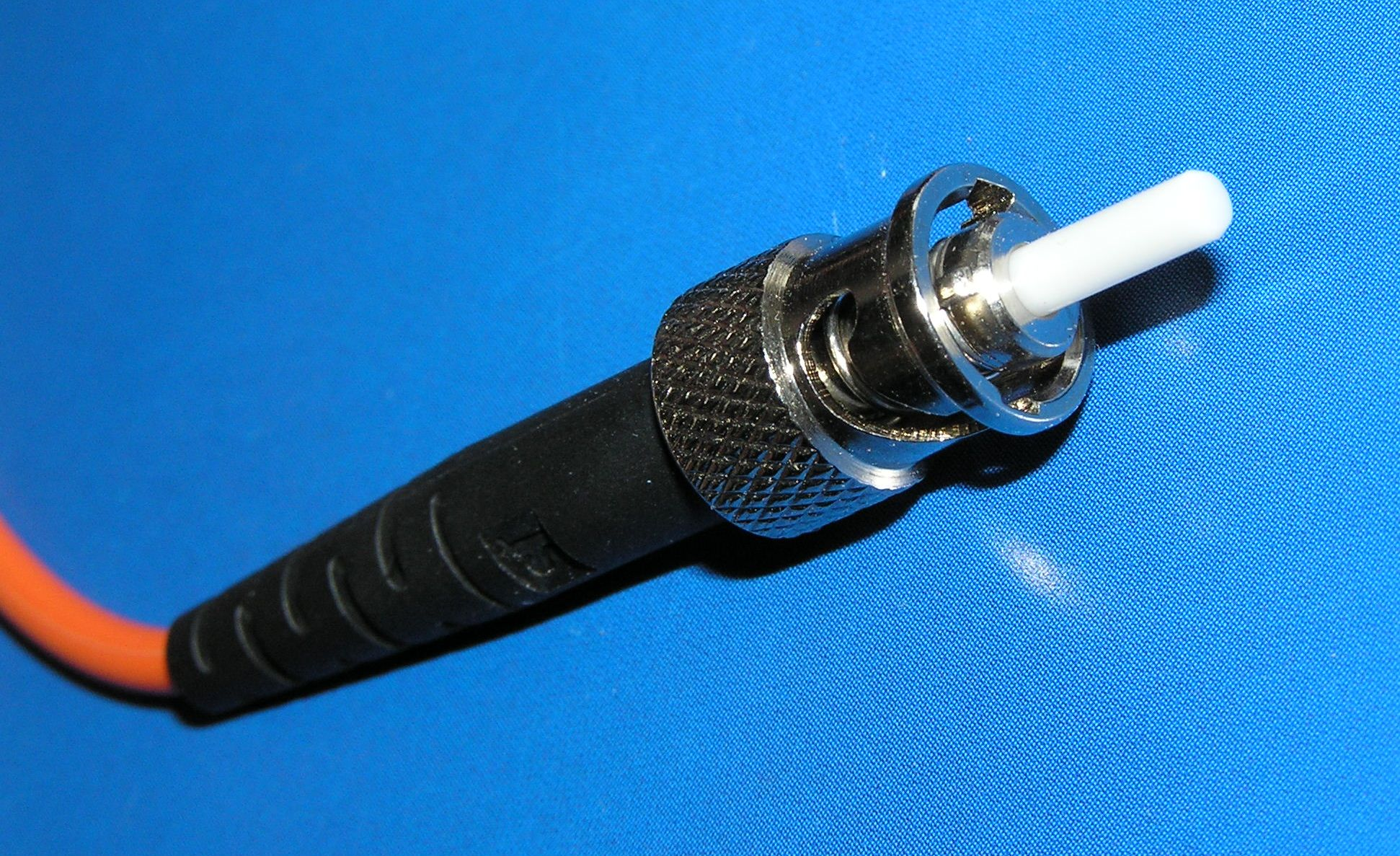
Fiberoptisk kontakt av typen ST. Den vita delen är ferrulen.

- Metallkragen som krympts ihop för att hålla radergummit på plats på en blyertspenna.
- Metallbandet som håller ihop borsten på en pensel.
- Metallringen som håller ihop stämjärnsbladet med skaftet.
- I fiberoptiska kontakter hålls de flexibla glas- eller plastfibrerna i rätt läge med hjälp av en ferrulen. Fibrerna limmas fast i ferrulens hålrum med epoxylim.
- Metallring som används för att förhindra att änden av ett träskaft splittras.
- En skarv mellan sektionerna på ett kastspö
- En metallhylsa i änden på ett kabelhölje för en broms- eller växelkabel på en cykel eller motorcykel.
- En doppsko av gummi eller plast i nederänden av en krycka eller käpp.